# 會計與企業管制局
會計與企業管制局（英語：Accounting and Corporate Regulatory Authority, ACRA），是新加坡財政部轄下的法定機構，亦是新加坡商業實體、公共會計師和公司服務提供商的國家監管機構，2004年4月1日成立。現任執行長是鄧慧敏。

## 外部連結
- 會計與企業管制局 （页面存档备份，存于）
- 新加坡財政部 （页面存档备份，存于）
- 新加坡政府 （页面存档备份，存于）